# エンド・オブ・オール・ウォーズ
『エンド・オブ・オール・ウォーズ』（To End All Wars）は、2001年のアメリカ映画。日本劇場未公開だが、DVDソフト化されている。
太平洋戦争下、日本軍の捕虜となり、泰緬鉄道の建設に従事させられたスコットランド兵アーネスト・ゴードンの体験を綴った著書『クワイ河収容所』の映画化作品だが、フィクションとしてスコットランドの少佐が同志を集めて日本軍の武器を奪い武装蜂起しようとする抵抗活動が挿入されている。

## ストーリー
アーガイルに所属するアーネストらは、防衛線を破られ、日本軍の捕虜になる。そして1942年、シンガポールは没落し、タイのカンチャナブリー収容所にアーガイルらは連れて来られる。そこは死人の臭いが漂う所。兵士らは兵士としての尊厳を奪われ、日本語、武士道を強要され、逆らったり、脱走を試みれば容赦なく殺され、人間以下の扱いをされる。病院はあるが、それは名ばかりで、あとは死を待つばかり。そんな中、泰緬鉄道の建設をナガトモが宣言。それに逆らったマクリーンはナガトモに射殺される。そして泰緬鉄道の建設が始まり、過酷な環境下で、アーネストが小さな学校を開き、絶望する人たちに文学、哲学、芸術、そして聖書を教え、救おうとする。ダスティも、聖書に基づいて、たとえどんな迫害を受けても、敵を愛せよと言う。過酷な労働は変わらないが、そこから少し変わり、1943年10月16日、死の鉄道、屍の上に建てたといわれる泰緬鉄道が開通。捕虜の半分が、別の収容所に移動となり、アーネストらは、また仲間を失う。そして連合国軍は収容所を爆撃。無線機だけが頼りになる。希望を失いかけてた中、1945年8月15日、アーネストらは解放される。

## キャスト
イアン・キャンベル少佐
演 - ロバート・カーライル
副官。マクリーンと同様、忠誠心が厚い。脱走を計画するが未遂に終わり、銃殺されるはずがダスティに助けられる。解放の日、復讐のためイトウを殺そうとするが、アーネストに止められ正気に戻る。
ジム・リアドン（通称ヤンカー）
演 - キーファー・サザーランド
アーガイルでは数少ないアメリカ人。商船の船員で連合軍が降伏した時にアーガイルに加わる。シャベルでイトウにメッタ打ちにされ半身不随になる。ヤンカーは、まぬけな（英:wanker）、アメリカ人（英:yankee）をかけた言葉。
アーネスト・ゴードン
演 - シアラン・マクメナミン
大学で教育学を専攻していた頃、徴兵され、自由のために第二次大戦に参加する。英軍スコットランド連隊に参加し、大尉になる。小さな学校"ジャングル大学"を開く。愛称は"アニー"。
ダスティ・ミラー
演 - マーク・ストロング
収容所のはずれの森の中に"壁無き教会"を造る。キャンベル少佐の罪を被り、代わりにイトウにより十字架に磔にされる。ダスティの言った聖書の言葉"ひとつぶの麦"は、死後もアーネストたちの中に残る。
マクリーン中佐
演 - ジェームズ・コスモ
第93大隊長。忠誠心が厚く、国と任務と部下のためなら、自分をも捧げる人物。逃亡を計画するが、ナガトモに逆らい、射殺される。アーネストらは、ダスティの聖書の言葉、バグパイプでのAmazing Graceの演奏で、マクリーンを手厚く葬る。死後、逃亡の計画は、キャンベルに委ねられる。実在のマクリーン中佐は射殺されず、収容所内で病死している。
ナガトモ中佐
演 -　中嶋しゅう
タイの捕虜収容所を統括。泰緬鉄道の建設を宣言。
イトウ軍曹
演 - 木村栄
かつて上官が判断を誤り、イトウの部隊は全滅し、上官の責任を被り、収容所の配属になる。終戦を迎えた時に割腹自決する。武士道と国家に対して忠実で、キリスト教には否定的で、軍刀を携帯。ナガセとは違い、捕虜に対しては厳しい姿勢で臨み、時には理不尽な暴行を加え、身代わりを買って出たダスティを十字架に磔にした。
ノグチ
演 - 油井昌由樹
堕落した収容所長。連合軍の爆撃後、ジャングルへと逃げた。
ナガセ・タカシ
演 - 佐生有語
通訳になるためにケンブリッジ大学で学ぶ。体力検査の結果が悪かったため収容所に配属。収容所の配属は名誉ではなく恥だという。イトウやノグチよりも、アーネストらとは友好的。
ナガセのモデルは、実際にタイの捕虜収容所で、憲兵隊の通訳を担当していた永瀬隆である。この映画のラストにアーネスト・ゴードンと対面するシーンがある。劇中では収容所で2人が会話を交わす場面があるが、実際には2人が捕虜収容所で出会うことはなかった。